# باشگاه فوتبال هیز و یدینگ یونایتد
باشگاه فوتبال هیز و یدینگ یونایتد یک باشگاه فوتبال انجمنی مستقر در هیز ، در منطقه لندن هیلینگدون، انگلستان است. این باشگاه در سال ۲۰۰۷ از ادغام باشگاه فوتبال هیز (بنیان‌گذاری در ۱۹۰۹) و باشگاه فوتبال یدینگ (بنیان‌گذاری در ۱۹۶۰) تشکیل شد. این تیم در حال حاضر در رقابت می‌کند و مسابقات خانگی خود را در استادیوم اسیکس انجام می‌دهد.

## افتخارات
- لیگ ایسمین
  - قهرمانان بخش مرکزی جنوب ۲۰۱۸-۱۹
- لیگ جنوب
  - برندگان چلنج کاپ ۲۰۱۶-۱۷

نایب قهرمان جام بزرگسالان میدلسکس ۲۰۱۰-۱۱
برندگان پلی آف کنفرانس جنوب ۲۰۰۸-۰۹